# ترتیزک خوک (گونه)
ترتیزک خوک، پاتاج (نام علمی: Coronopus squamatus) یک گونه از سرده ترتیزک خوک است.